# Verapamil
Verapamíl je zaviralec kalcijevih kanalčkov, ki se uporablja se za zdravljenje zvišanega krvnega tlaka (hipertenzije), angine pektoris, v sekundarni preventivi po srčni kapi ob ohranjeni sistolični funkciji levega prekata, kot antiaritmik in za ohranjanje delovanja ledvic pri sladkorni bolezni. Spada med fenilalkilaminske zaviralce kalcijevih kanalčkov prve generacije.

## Mehanizem delovanja
Verapamil je selektivni zaviralec kalcijevih kanalčkov in zavira dotok kalcija preko celičnih membran v mišične celice gladkega mišičja, še posebno na območju žil v prebavil, ter srčne mišice  in celic prevodnega sistema srca. Učinek na gladke mišice žil se kaže kot vazodilatacija (razširitev krvnih žil). Deluje tudi na atrioventrikularni vozel v srcu ter podaljša čas prevajanja impulzov. Pri delujoči srčni mišici lahko pride do negativnega inotropnega učinka. Zaradi vazodilatacije povzroči zmanjšanje skupnega perifernega upora v žilah ter posledično ustrezno znižanje krvnega tlaka.

## Klinična uporaba
Verapamil se uporablja za zdravljenje zvišanega krvnega tlaka in za nadzorovanje angine pektoris. Sam ali v kombinaciji z drugimi zdravili se uporablja za zdravljenje in preprečevanje srčnih aritmij

## Farmacevtske oblike
Najpogosteje se uporablja peroralno; obstaja v obliki tablet s takojšnjim sproščanjem ter v obliki tablet s podaljšanim sproščanjem. Na voljo je tudi v oblikah za intravensko pot uporabe, ki se uporabljajo zlasti pri zdravljenju motenj v srčnem ritmu.

## Neželeni učinki
Možni neželeni učinki vključujejo glavobol, zardevanje v obraz, omotica, otekline, pogostejše uriniranje, utrujenost, slabost, ekhimoza (vrsta podkožne krvavitve), galaktoreja pri ženskah (odtekanje mleka iz dojke) in zaprtje.
Kot drugi zaviralci kalcijevih kanalčkov lahko tudi verapamil povzroči hiperplazijo dlesni.
Resni neželeni učinki verapamila so posledica njegovega prevelikega negativnega inotropnega (zmanjšanje moči kontrakcije srčne mišice), dromotropnega (zmanjšana hitrost prevajanja impulzov v srcu) in kronotropnega (zmanjšana frekvenca srčnega utripa) delovanja ter vazodilatacije, kar se klinično kaže kot znatno znižan krvni tlak, bradikardija, atrioventrikularni blok višje stopnje in srčno popuščanje. Posledično se lahko razvije kardiovaskularni šok in zastoj srca. Zaradi zaviranja kalcijevih kanalčkov v membrani celic beta trebušne slinavke lahko povzroči zmanjšanje sproščanja inzulina in posledično hiperglikemijo.